# Даденков, Юрий Николаевич
Юрий Николаевич Даденков (28 октября 1911, Лубны — 21 апреля 1991, Киев) — советский учёный в области механики. Доктор технических наук (1952), профессор (1952). Член-корреспондент АН УССР (1961). Депутат Верховного Совета УССР 5—7 созывов.

## Биография
Родился 28 октября 1911 года в городе Лубны.
В 1933 году окончил дорожно-строительный факультет Харьковского автомобильно-дорожного института.
В 1934—1941 годах на преподавательской работе в ХАДИ. Кандидат наук (1936), научный руководитель А. К. Бируля. Доцент (1936).
Участник Великой Отечественной войны.
Основатель и в 1944—1959 годах первый директор (ректор) Киевского автодорожного института.
С 1959 года 1-й заместитель, а в 1960—1973 годах министр высшего и среднего специального образования УССР.
В 1973—1991 годах профессор кафедры проектирования дорог КАДИ.
Умер 21 апреля 1991 года в Киеве.

## Награды
- дважды орден Отечественной войны;
- орден Красной Звезды;
- орден Ленина;
- орден Октябрьской Революции;
- орден Трудового Красного Знамени;
- орден «Знак Почёта»;
- медали.